# Euryischomyia
Euryischomyia is een geslacht van vliesvleugeligen uit de familie Aphelinidae. De wetenschappelijke naam van dit geslacht is voor het eerst geldig gepubliceerd in 1914 door Girault.

## Soorten
Het geslacht Euryischomyia omvat de volgende soorten:
- Euryischomyia flavithorax Girault & Dodd, 1915
- Euryischomyia washingtoni Girault, 1914